# Pont Principe Amedeo
Le pont Principe Amedeo Savoia Aosta, (français : pont Prince Amédée de Savoie Aoste) également appelé pont Principe, ou encore pont PASA d'après son sigle, est un pont de Rome sur le Tibre. Construit en 1939, il relie le quai des Sangallo à la Piazza Della Rovere, dans les rioni Ponte, Trastevere et Borgo.

## Description
Le pont est constitué de trois arcades de brique recouverts de marbre blanc. Entre les arcades se trouvent deux fenêtres en ogive avec des arcs arrondis. Les arcades divisent le Tibre en 3 branches par 2 piliers qui ressemblent vaguement à des navires.
Il relie la basilique de San Giovanni dei Fiorentini et la zone du Corso Vittorio Emanuele II au tunnel qui amène à la Via Aurelia par la Via di Gregorio VII.

## Histoire
Le pont est dédié au prince Amédée de Savoie-Aoste, vice-roi d'Éthiopie.
La construction du pont a été faite par la société Stoelker, alors que le design a été réalisé par la municipalité de Rome.
Le pont, commencé en 1939, a été achevé en 1942, après 34 mois et plusieurs interruptions.
Lors de la construction, un pont de fer provisoire a été réalisé, afin de permettre la circulation du trafic.